# Stenonartonia guaraya
Stenonartonia guaraya (лат.) — вид одиночных ос рода Stenonartonia (Eumeninae). Южная Америка. Таксон назван в честь гуараев (Guarayos) — одного из племён индейцев гуарани из провинции Санта-Крус в Боливии.

## Распространение
Южная Америка: Боливия.

## Описание
Осы среднего размера с желтовато-буровато-черной окраской тела, длина около 1 см. В видовой группе S. polybioides этот вид отличается тем, что проподеальные бороздки у него почти поперечные, очень слабые, заслоненные плотной макропунктурой, а также: поперечный киль тергита Т1 слабый; общая волосистость очень редкая и короткая; макропунктура метасомы более грубая и глубокая, а темные участки метасомы темно-коричневые. Как и у S. cooperi, скутеллярные «окна» отсутствуют, но метанотум не так выдается в профиль, а латеральный аксиллярный щиток меньше выдается назад. Вид был впервые описан в 2011 году бразильским энтомологом Bolívar R. Garcete-Barrett (Laboratório de Biologia Comparada de Hymenoptera, Departamento de Zoologia, Universidade Federal do Paraná, Куритиба, Парана, Бразилия).